# Cairo (Nova York)
Cairo és una concentració de població designada pel cens dels Estats Units a l'estat de Nova York. Segons el cens del 2000 tenia 1.390 habitants.

## Demografia
Segons el cens del 2000, Cairo tenia 1.390 habitants, 600 habitatges, i 361 famílies. La densitat de població era de 126,3 habitants/km².
Dels 600 habitatges en un 27,3% hi vivien nens de menys de 18 anys, en un 42,5% hi vivien parelles casades, en un 13,7% dones solteres, i en un 39,8% no eren unitats familiars. En el 33,8% dels habitatges hi vivien persones soles el 16,2% de les quals corresponia a persones de 65 anys o més que vivien soles. El nombre mitjà de persones vivint en cada habitatge era de 2,29 i el nombre mitjà de persones que vivien en cada família era de 2,93.
Per edats la població es repartia de la següent manera: un 24,9% tenia menys de 18 anys, un 6,4% entre 18 i 24, un 26,1% entre 25 i 44, un 23,6% de 45 a 60 i un 19% 65 anys o més.
L'edat mediana era de 40 anys. Per cada 100 dones de 18 o més anys hi havia 80 homes.
La renda mediana per habitatge era de 28.478 $ i la renda mediana per família de 34.063 $. Els homes tenien una renda mediana de 36.250 $ mentre que les dones 26.042 $. La renda per capita de la població era de 17.465 $. Entorn del 5,6% de les famílies i el 13,2% de la població estaven per davall del llindar de pobresa.